# Dogoni

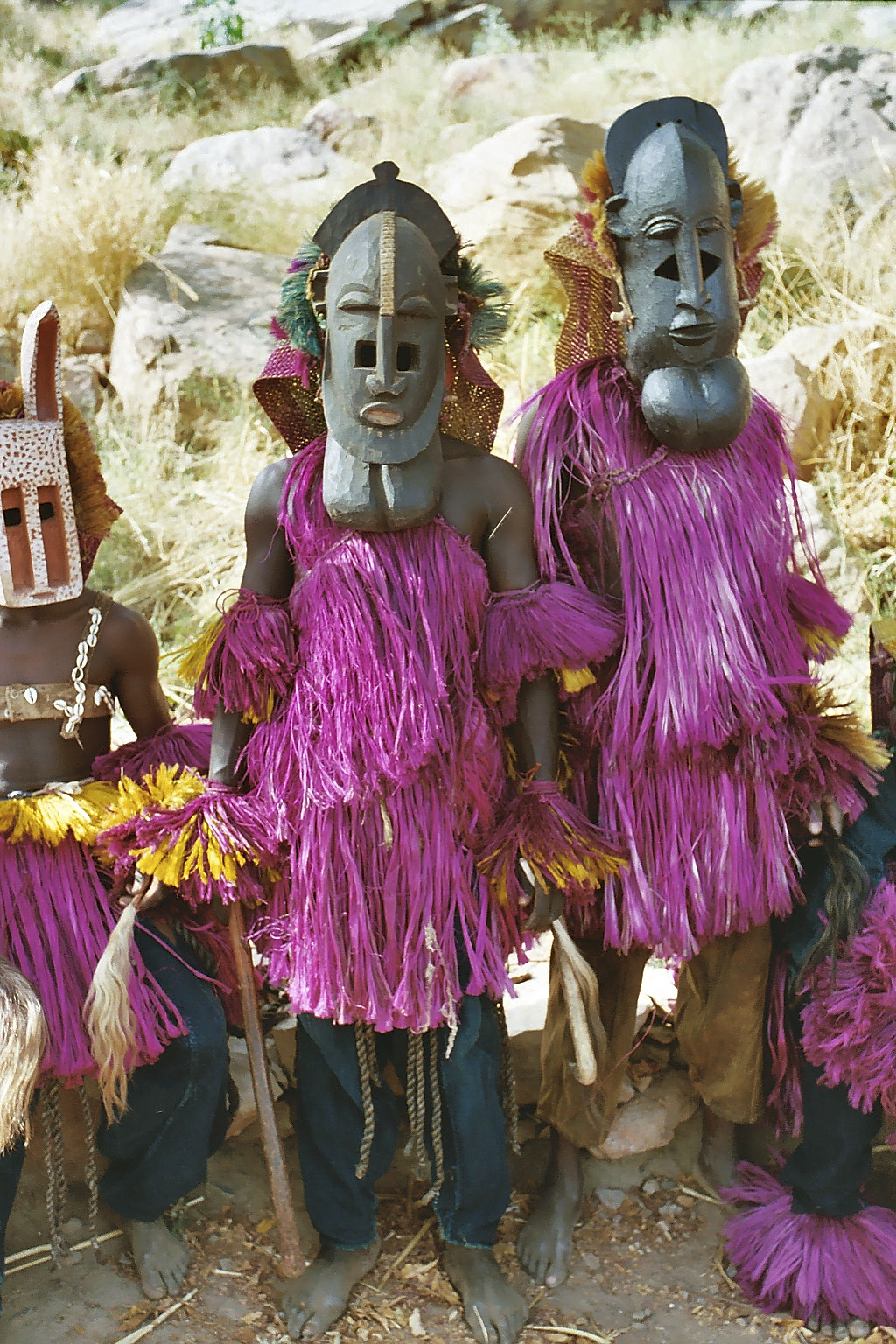
Dogonské masky

Dogoni jsou etnická skupina, která obývá skalní masiv zvaný útes Bandiagara v Mali. Počet příslušníků tohoto kmene se pohybuje kolem 200 000. Prostor, který obývají, je zařazen mezi světové dědictví UNESCO (3273 km² území okolo útesu Bandiagara). V oblasti obývané Dogony žijí i další kmeny, jako jsou Bambarové a Peulové. Úředním jazykem v Mali je francouzština, Dogoni však používají svůj vlastní jazyk.

## Život
Jednou ze zajímavostí v životě tohoto kmene jsou dogonské tance doprovázené průvodem masek. Průvody masek se konají u příležitosti všech náboženských obřadů. Každý rok mezi květnem a červnem slaví Dogoni Bulo. Je to svátek, který zahajuje začátek období dešťů a pěstování prosa. V únoru a dubnu probíhají pohřební obřady, při kterých Dogoni uctívají památku svých předků. Nejdůležitějším svátkem je Sigi, slaví se každých 60 let[zdroj⁠?!] a je oslavou objevení hvězdy Sirius B. Pokud má nějaký Dogon to štěstí a zúčastní se více než jednoho Sigi, je považován za uznávaného znalce tohoto svátku.
Průvod masek za doprovodu hudby je pořádán také při dalších důležitých událostech, jako jsou svatby, pohřby, úspěšná sklizeň úrody atd. Hudební doprovod je tvořen především různými druhy bubnů, píšťalami a zpěvem několika osob.

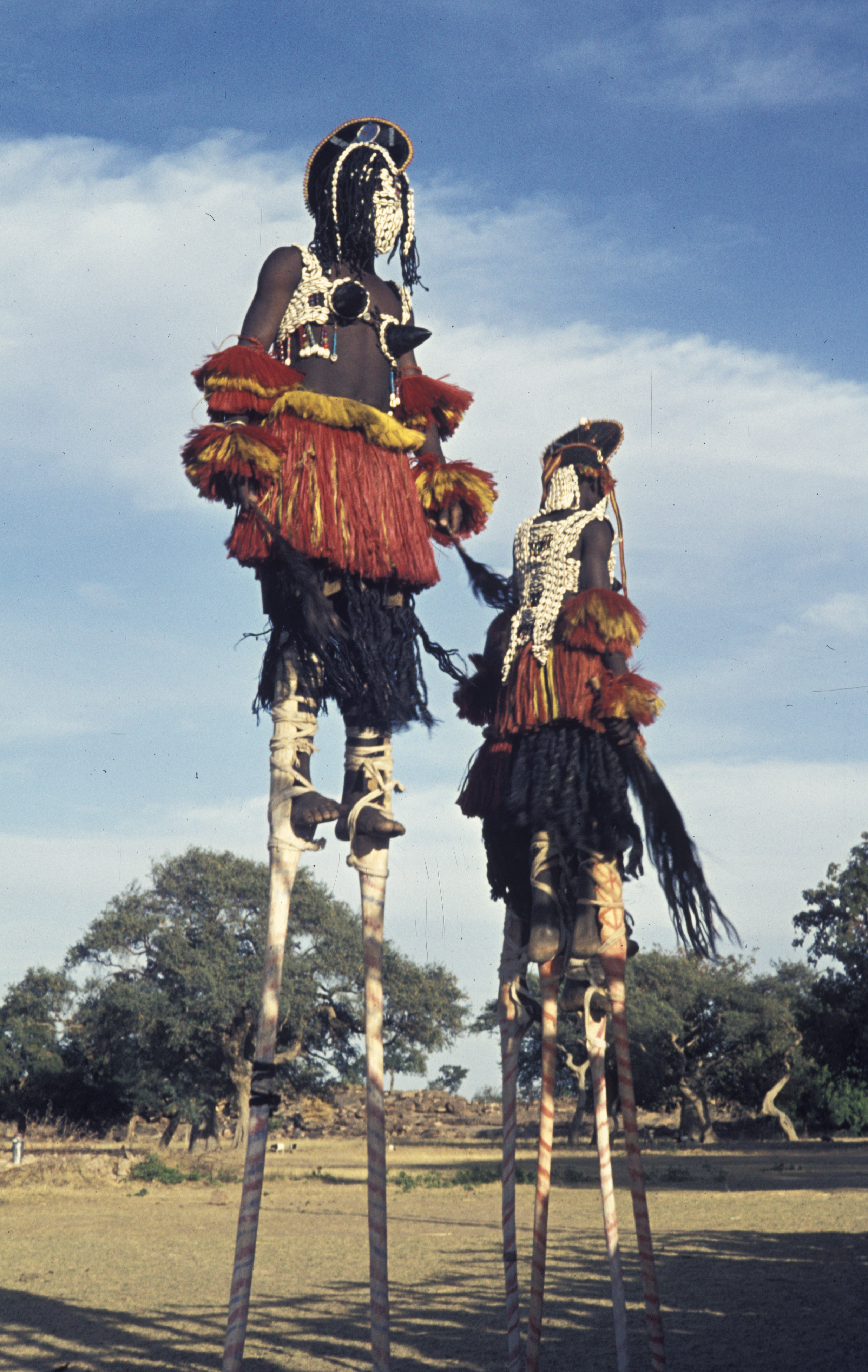
Dogoni při oslavách

Hlavním dogonským bohem je Amma, tvůrce všeho. Podle známého mýtu zaznamenaného Marcelem Griauldem se Amma miloval s bohyní Zemí, ale překážel mu při tom její klitoris – obrovské termitiště. Proto zplodil jen nepovedeného potomka – pouštní lišku, která bude napříště tricksterem a původcem různých nesnází. Amma poté termitiště odstranil, čímž zavedl rituál ženské obřízky, a teprve nyní dokázal zplodit lidské bytosti, žena přišla na svět dříve než muž. Ammovým poslem byl Nommo, vodní bytost připomínající člověka s rybím ocasem, která údajně přišla z hvězdy Siria a naučila Dogony uměním, řemeslům a znalostem o světě. Nommo někdy bývá ztotožňován s kapustňákem senegalským, ale v mýtech se často proměňuje v člověka nebo různá zvířata. 
V každé dogonské vesnici vládne rada starších, v čele s hogonem, duchovním vůdcem. Jen tyto zasvěcené osoby vědí, kde se nachází tajná skrýš, ve které by měly být ukryty všechny tajemné předměty dogonské historie. Tyto záhadné amulety by mohly prozradit, kde Dogoné získali tolik vědomostí o vesmíru. Hvězdy, které západní astronomové objevili teprve před pár lety, Dogoni znají nejspíše už tisíce let. Nemají žádné moderní vybavení ani knihy, díky kterým by získávali své vědomosti. Vše, co znají, se dozvěděli od svých předků.
Muži v tomto kmeni zastávají práce na poli a ženy se starají o domácnost. Mužská i ženská obřízka je pro ně nezbytná, pokud by nebyli obřezáni, nejsou považováni za dospělé. Dogoni mají hodně speciálních staveb. Patří k nim poradní síně, kde muži řeší kmenové záležitosti, dále věžovité sýpky na ukládání potravy a majetku (zvlášť pro muže a ženy), mají také speciální domy pro obřezané muže a pro ženy, které mají menstruaci. Menstruace označuje plodnost ženy, proto jsou muži pyšní, když svojí manželku vidí u tohoto domu pro ženy.

## Vzhled
Nejvýraznější oblečení nosí Dogoni při oslavách. Muži mají převážně růžové třásňové sukně se šlemi z přírodních provázků a ženy mají šaty celé z třásní ve stejné barvě jako mužské sukně. Barvy třásní na sukních a šatech se liší podle oblasti. Na hlavách nosí zajímavé masky vyřezávané ze dřeva nebo proutěné škrabošky, které jsou vyrobeny ze stejného materiálu jako pánské šle.
Když se zrovna nic neslaví Dogoni se oblékají do obyčejného “moderního oblečení” nebo různě barevných dlouhých hábitů (dlouhé šaty s dlouhým rukávem). Občas nosí šátky, turbany nebo čapky, aby se skryli před ostrým sluncem.

## Obydlí

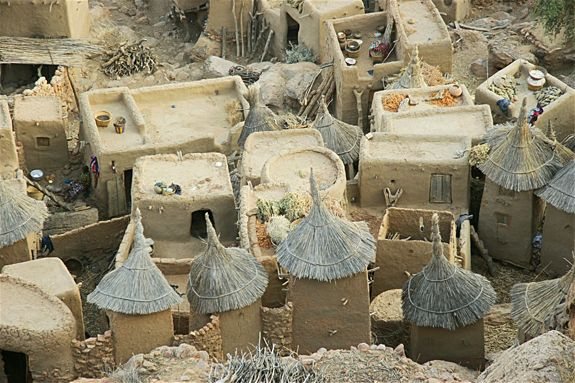
Dogonská vesnice

Domy, ve kterých Dogoni bydlí, jsou opravdu zajímavé. Stavby jsou postaveny na úpatí hory z bahna a písku, jsou vyzdobeny trojúhelníkovými vzory a mají slaměné střechy, které svým tvarem připomínají čarodějnický klobouk. Díky své pískové barvě se stavby téměř ztrácí na úpatí hory. Nejvyšší vrchol stoupá až do výšky 1 115 metrů, jeho stráně byly ideální pro stavbu vesnic.
Centrem dogonské říše je město Sanghy, v minulosti to bylo město Kani Kombole, dalšími vesnicemi jsou například Banani, Youga-na, Neni a Teli (dohromady jich je 27). V dogonských vesnicích nenajdeme žádný luxus. Domy jsou vybaveny tradičním strohým způsobem, bez elektřiny a kanalizace, i přes to mají své kouzlo, kterým zapůsobí na všechny návštěvníky.

## Historie

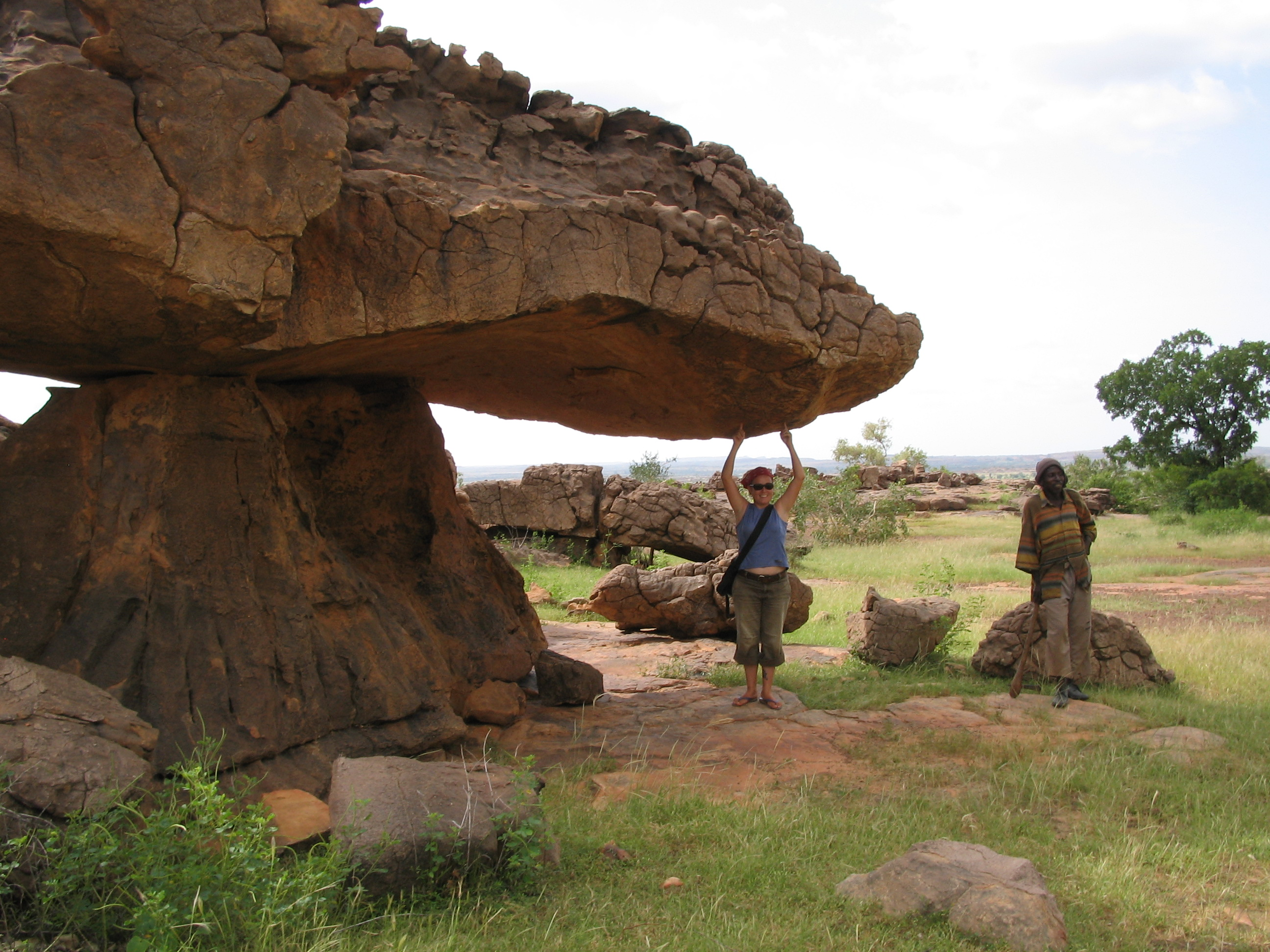
Skalní útvar Tourserele

Dogoni začali osidlovat stolovou horu v 15. století, bylo to kvůli narůstajícímu tlaku islamismu. Podle jedné z legend byly čtyři rodiny vedeny psem až k hoře Bandiagara, tam založily první město. První obyvatelé této oblasti uměli prý létat. Další legenda, Tourserele, se vztahuje k pozoruhodnému skalnímu útvaru, který připomíná strom. Pověst říká, že dvanáctiletá dívka jménem Serele (Tour je strom, proto Tourserele) trhala na stromě baobabu plody, když v tom se strom změnil ve skálu, dívka se polekala a zešílela. Tento „strom” můžete na území Dogonů opravdu najít.

## Současnost
Dogonské vesnice nejsou pro veřejnost tak uzavřené, jako tomu bývalo dříve. Dogoni se stali velkým lákadlem pro turisty, které vítají téměř s úsměvem, na objednávku dokonce ukazují svůj pověstný tanec, za to chtějí samozřejmě pořádně zaplatit. Původ tajemství, která se dědí z generace na generaci, však neprozradí nejspíš nikdy.

## Náboženství
Klíčovými postavami v dogonském náboženství jsou dvojčata Nummo a Nommo (často ztotožňovaní jako jeden), prapůvodní duchové dogonských předků, někdy chápaní jako božstva. Jde o hermafroditní vodní tvory, nazírané obdobně jako vodní božstva (to-vodun) v západoafrickém vodunu; mohou být znázorňováni s lidským tělem a rybím ocasem. Nommo má být první živý tvor stvořený nejvyšším bohem Ammou. Krátce po svém stvoření se Nommo rozmnožil do čtyř párů dvojčat, přičemž jeden pár se vzepřel řádu založenému stvořitelem. Pro obnovení řádu bůh Amma obětoval dalšího tvora, jehož tělo rozřezal a rozptýlil po celém stvoření – na každém místě, kam dopadl fragment těla, měla být postavena svatyně. Klíčový význam má v dogonském náboženství problematika dvojčat: vypráví se, že prapůvodně se tvorové rodili jako dvojčata a každý byl hermafroditní, na svět ovšem přišel šakal, který se narodil sám; tím se porušilo stvoření a začali se rodit jedinci s jedním pohlavím. Většina badatelů se shoduje, že v dogonském náboženství existuje vědomí dávné události, která nedlouho po stvoření způsobila narušení harmonie, poruchu struktury stvoření. Proto je šakal (podle jiné verze liška písečná) spojován se smrtí a je mu zasvěcen významný náboženský festival Sigi. Dualita má v dogonském náboženství centrální postavení, také nebeské síly mají duální charakter: nejvyšší bůh Amma má mužské i ženské charakteristiky. Narození dvojčat je oslavováno zvláštním náboženským rituálem, neboť dvojčata odkazují k původní duální struktuře stvoření a k harmonii mezi pozemským a nebeským. Existuje mýtus o původu dogonského vědění, nebo (podle jiné verze) dokonce Dogonů samých, na hvězdě Sirius (případně Sirus B či další neznámé hvězdě v jejich okolí). Tento kontroverzní mýtus veřejnosti předal etnograf Marcel Griaule. Většina badatelů tento mýtus považuje za vymyšlený Griaulem.
Masky mají pro náboženské obřady Dogonů mimořádný význam a jsou vyráběny vždy pro každou příležitost nově. Nejdůležitější je obličejová maska zvaná kanaga s vysokým dvojitým křížem, odkazující na boha Amu a stvoření světa; kromě samotných masek lze tento motiv spatřit na dveřích důležitých hliněných domků, na holích (dogonští muži nosí hůl jako nezbytný doplněk), na samotných obydlích, podpěrných pilířích, bubnech atd. Další významnější maskou je obličejová maska krávy (časté obětní zvíře) a důležitá je také podobizna krokodýla (symbol smrti), který je nahlížen jako posvátné zvíře. Masky smí k náboženským účelům používat pouze zasvěcení lidé, iniciovaní do společnosti Awa.